# Моравия, Джон де, 7-й граф Сазерленд
Джон де Моравия (англ. John de Moravia; приблизительно 1390—1460) — шотландский аристократ, 7-й граф Сазерленд с 1444 года.

## Биография
Джон был старшим сыном Роберта де Моравия, 6-го графа Сазерленда, и Маргарет Стюарт. Он впервые упоминается в источниках в связи с событиями 1408 года, когда он был посвящён в рыцари. По данным шотландского историка Уильяма Фрейзера, в 1421 году Джон сражался с англичанами во Франции, при Боже. В последующие годы либо он, либо его отец находился в Англии в качестве заложника, пока король Яков I собирал выкуп. В 1444 году, после смерти отца, Джон унаследовал родовые владения и графский титул.
Граф был женат на Маргарет Бэйли, дочери сэра Уильяма Бэйли и Джоан Сетон. В этом браке родились:
- Джон, 8-й граф Сазерленд (умер приблизительно в 1508);
- Александр (умер в 1455/56);
- Джанет, жена Александра Данбара;
- Николас;
- Томас;
- Роберт[4].